# مارتن غور
مارتن غور (بالإنجليزية: Martin Gore)‏ هو عازف قيثارة ومغن مؤلف ومغني وكاتب أغاني وملحن بريطاني، ولد في 23 يوليو 1961 في لندن في المملكة المتحدة.

## وصلات خارجية
- الموقع الرسمي
- مارتن غور على موقع IMDb (الإنجليزية)
- مارتن غور على موقع ميوزك برينز (الإنجليزية)
- مارتن غور على موقع إن إن دي بي (الإنجليزية)
- مارتن غور على موقع أول ميوزيك (الإنجليزية)
- مارتن غور على موقع ديسكوغز (الإنجليزية)
- مارتن غور على موقع ديسكوغز (الإنجليزية)
- مارتن غور على موقع قاعدة بيانات الفيلم (الإنجليزية)